# Kazimierz Zbrożek
Kazimierz Zbrożek herbu Poraj – wojski większy krzemieniecki w latach 1732–1744, wojski nowogrodzkosiewierski w 1732 roku, podczaszy nowogrodzkosiewierski przed 1732 rokiem.
Deputat na Trybunał Koronny w 1728. Poseł województwa wołyńskiego na sejm 1732 roku.